# 吳一琴
吳一琴（1536年—？），字子清，直隸廣平府成安縣人，民籍，明朝政治人物。

## 生平
嘉靖三十四年（1555年）乙卯科順天府鄉試第一百二十三名舉人。嘉靖四十一年（1562年）中式壬戌科會試第二百十八名，三甲第十九名進士。授太原府推官，升工部主事。

## 家族
曾祖吳森；祖父吳澤，壽官；父吳瑁，母劉氏。慈侍下。兄一麟、一桂。弟一誠、一鹤。